# Ionuț Mistode
Ionuț Mistode (n. 16 ianuarie 1975) este un motociclist sportiv român. Câștigător al competiției „Romanian Superbike”, Ionuț Mistode este și primul pilot român care a punctat în Cupa Mondială de Anduranță împreună cu echipa Serbiei.  Performanța a fost realizată la cursa Doha 8 ore 2010. El este primul sportiv român care a participat la cursa de motociclism „Bol d'Or 24 ore” din Franța.
Ionuț Mistode, făcând parte din echipa BGS Motorsport, a câștigat în 2011 cursa Pannonia Ring la clasa SuperBike.